# Nador (província)
Nador é uma província de Marrocos, que pertence administrativamente à região de A Oriental, está localizada no extremo nordeste de Marrocos, no meio da zona semi-árida. A sua capital é a cidade de Nador, que se encontra a 15 km ao Sul da Cidade Autónoma Espanhola de Melilla. A Província estende-se por mais de 120 km de norte a sul e cerca de 200 km de leste a oeste.

## Características geográficas
Superfície: 3.221 km².
População total: 565.426 habitantes (em 2014).
Densidade populacional: 175,5 hab./km².

## Limites
Os limites administrativos da província são:
- Norte com o Mar Mediterrâneo, com a cidade Espanhola de Melilla e a lagoa de Mar Chica.
- Leste com a província de Berkane.
- Oeste com a província de Al Hoceima.
- Sul com a província de Taza.

## Clima
A província goza de um clima mediterrâneo. As temperaturas mínima e máxima variam entre 2 °C e 32 °C. A precipitação anual registra teoricamente uma média de 300 a 350 mm e o número médio de dias de chuva é de 50 dias.

## Paisagem geográfica
A montanha é responsável por 35,2% da superfície total da província, seguido pela planície que ocupa 34,75 % da área e finalmente o planalto com 30,05%.
As principais montanhas são:
- Cadeia de Kebdana que contorna o Mar Chica a leste;[3]
- O maciço de Gourougou, com uma altitude média de 700 a 800m, que constitui a terminação oriental do Rif/[3]
- Monte Atalayoune, que domina o Mar Chica;[3]
- Monte Béni Touzine com uma altitude de 1613 m.[3]

As principais planícies são:
- Planície Sebra com 12.155 ha;[3]
- Planície Bouarg com 15.287 ha.[3]
- Planície Garet com 26.606 ha.[3]
- Planície Nekkour com 3.000 ha;[3]

## Demografia

### População Urbana/Rural
A distribuição populacional em termos urbanos e rurais é a seguinte:
|                  | 2014    | 2004    |
| ---------------- | ------- | ------- |
| População urbana | 392.623 | 283.044 |
| População rural  | 172.803 | 222.603 |
| Total            | 565.426 | 505.647 |
| Taxa urbanização | 69,4%   | 56,0%   |

## Organização Administrativa
A província está dividida em 7 Municípios e 2 círculos (que por sua vez se divide em 16 comunas).

### Os Municípios[2]
Os municípios são divisões de caracter urbano.
| Município   | Área (em km²) | Habitantes em 2014 | Habitantes em 2004 | Habitantes em 1994 |
| ----------- | ------------- | ------------------ | ------------------ | ------------------ |
| Nador       | 44            | 161.726            | 126.207            | 112.450            |
| Bni Ansar   | 43            | 56.582             | 31.800             | 23.897             |
| Al Aaroui   | 40            | 47.599             | 36.021             | 27.049             |
| Zaio        | 25            | 35.806             | 29.851             | 25.920             |
| Zeghanghane | 15            | 34.025             | 20.181             | 19.012             |
| Selouane    | 45            | 21.570             | 24.877             | 18.334             |
| Ras El Ma   | 34            | 7.580              | 9.888              | 10.678             |

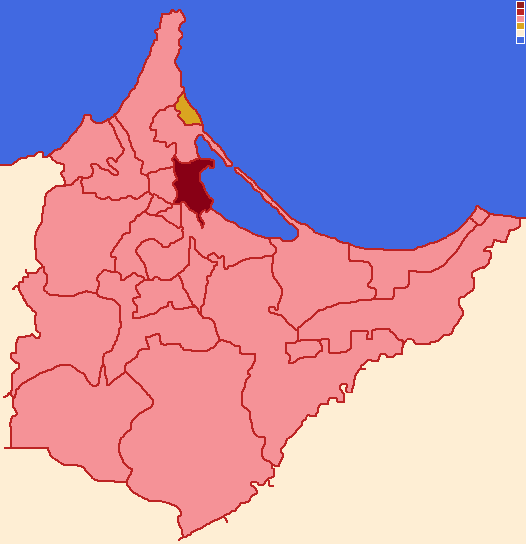
Município de Nador
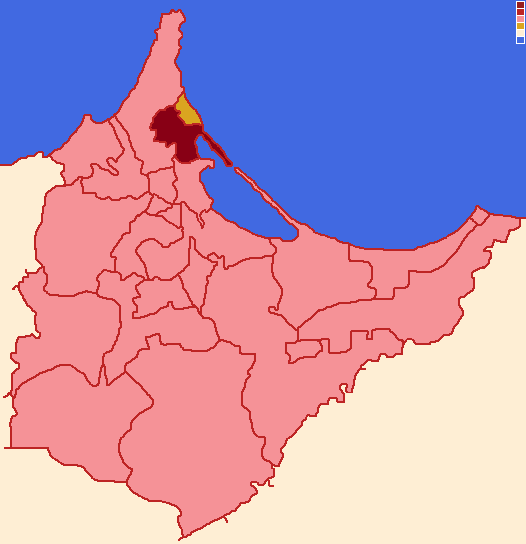
Município de Bni Ansar
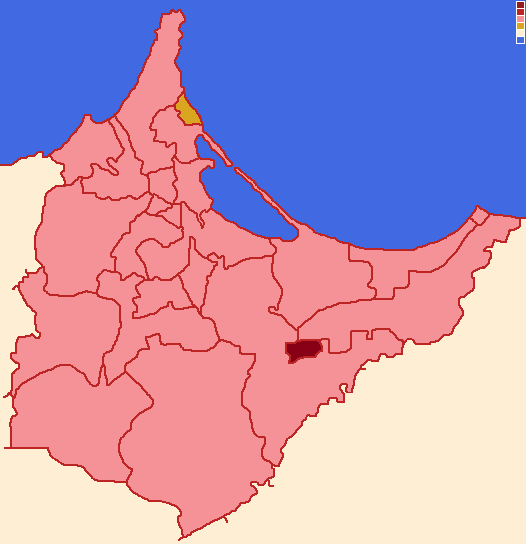
Município de Zaio
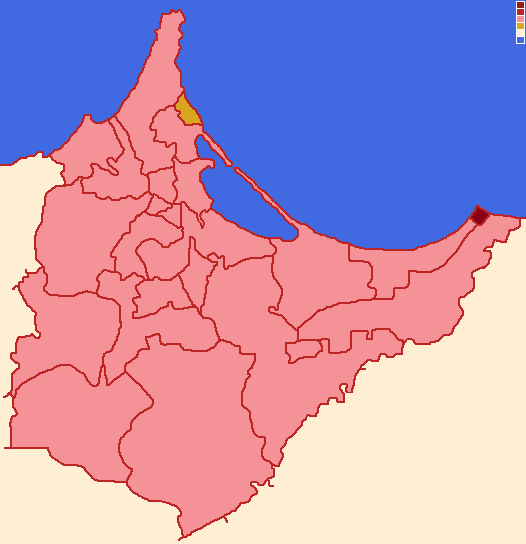
Município de Ras El Ma
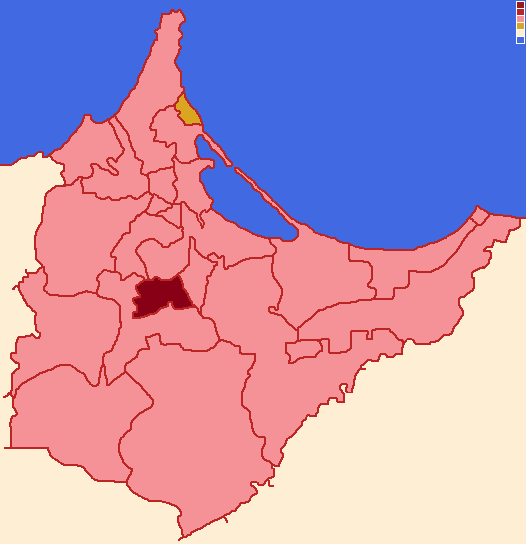
Município de Al Aaroui
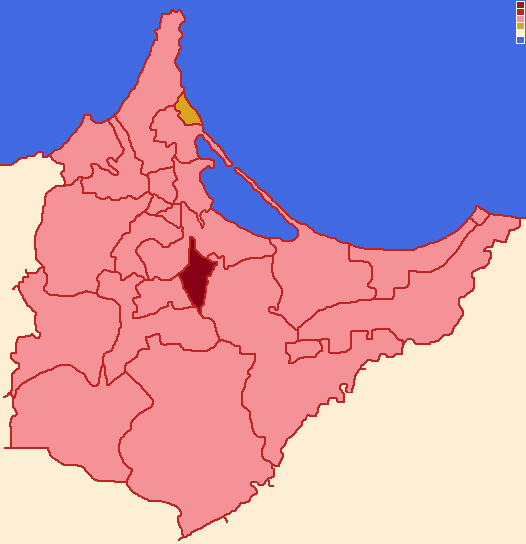
Município de Selouane
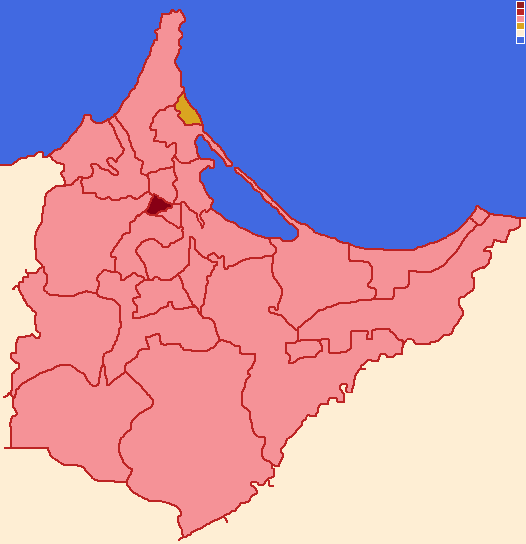
Município de Zeghanghane

### Os Círculos[2]
Os círculos são divisões de caracter rural, que por sua vez se dividem em comunas.
| Círculo | Habitantes em 2014 | Comunas |
| ------- | ------------------ | --- |
| Guelaia | 120.145            | Bni Bouifrour, Bni Chiker, Bni Sidel Jbel, Bni Sidel Louta, Bouarg, Iaazzanene, Ihaddadene, Iksane                     |
| Louta   | 80.393             | Afsou, Al Barkanyene, Arekmane, Bni Oukil Oulad M'Hand, Hassi Berkane, Oulad Daoud Zkhanine, Oulad Settout, Tiztoutine |

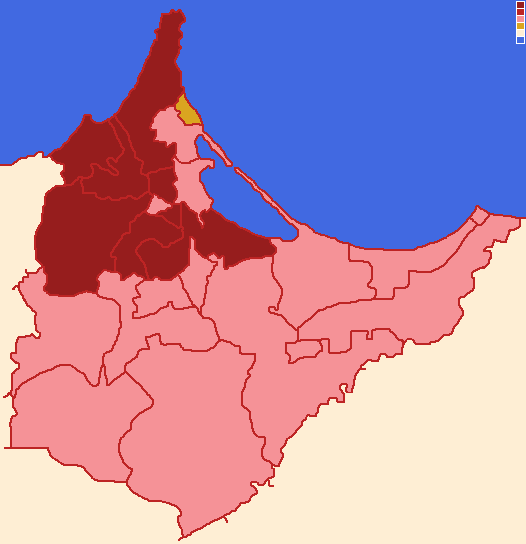
Círculo de Guelaia
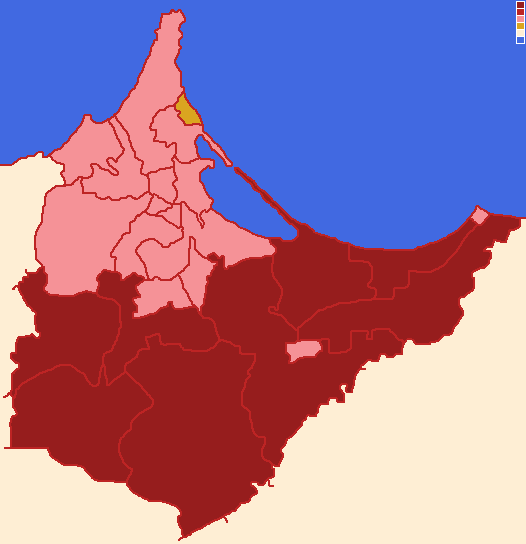
Círculo de Louta

#### As Comunas[2]
Os comunas são divisões de caracter rural, que se agrupam em círculos.
| Comuna                 | Círculo | Área (em km²) | Habitantes em 2014 |
| ---------------------- | ------- | ------------- | ------------------ |
| Bouarg                 | Guelaia | 158           | 37.737             |
| Bni Chiker             | Guelaia | 116           | 26.884             |
| Oulad Settout          | Louta   | 415           | 23.218             |
| Arekmane               | Louta   | 194           | 18.490             |
| Ihaddadene             | Guelaia | 22            | 14.345             |
| Iaazzanene             | Guelaia | 84            | 11.131             |
| Bni Oukil Oulad M'Hand | Louta   | 160           | 10.697             |
| Tiztoutine             | Louta   | 217           | 9.788              |
| Bni Sidel Jbel         | Guelaia | 80            | 8.930              |
| Hassi Berkane          | Louta   | 548           | 8.788              |
| Iksane                 | Guelaia | 84            | 8.417              |
| Bni Bouifrour          | Guelaia | 18            | 6.418              |
| Bni Sidel Louta        | Guelaia | 186           | 6.283              |
| Oulad Daoud Zkhanine   | Louta   | 298           | 3.940              |
| Afsou                  | Louta   | 296           | 2.932              |
| Al Barkanyene          | Louta   | 75            | 2.540              |

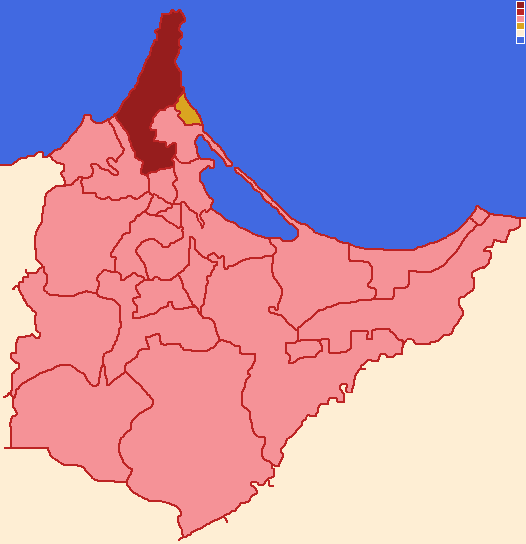
Comuna de Bni Chiker
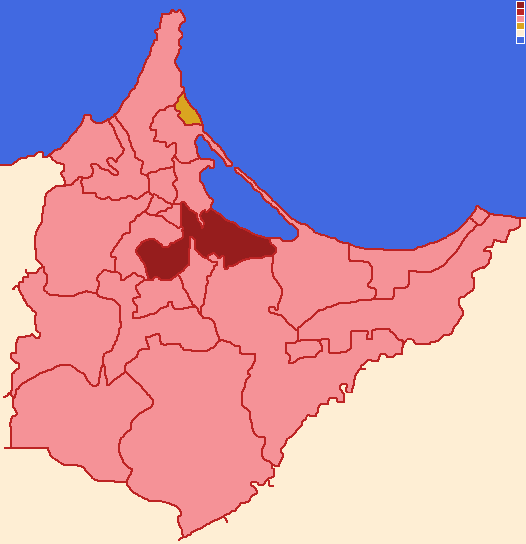
Comuna Bouarg
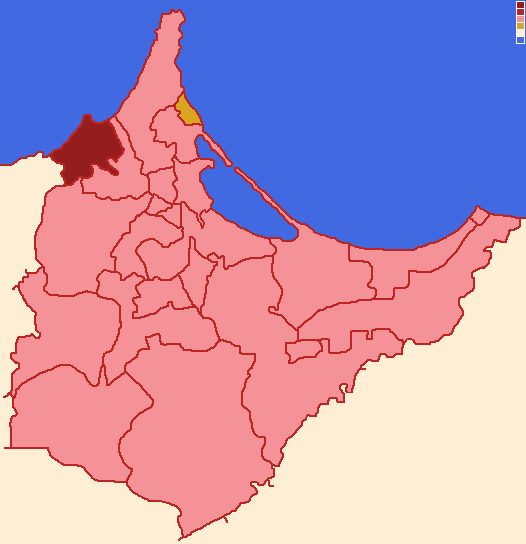
Comuna de Iaazzanene
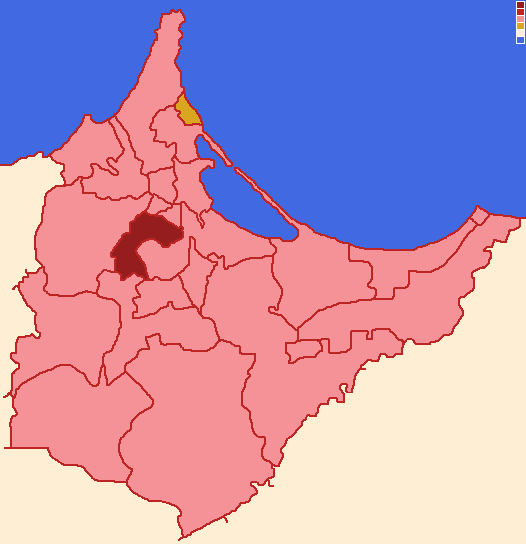
Comuna de Iksane
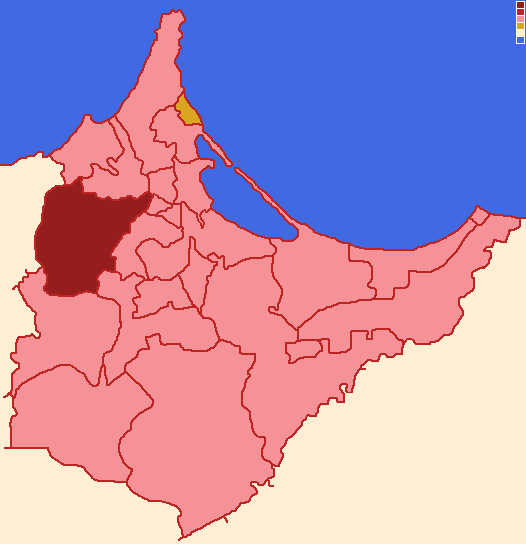
Bni Sidel Louta